# Krasnaja Polana (rejon matwiejewski)
Krasnaja Polana (ros. Красная Поляна) – osiedle w Rosji, w obwodzie orenburskim, w rejonie matwiejewskim. W 2010 liczyło 41 mieszkańców.